# Florence Tunks

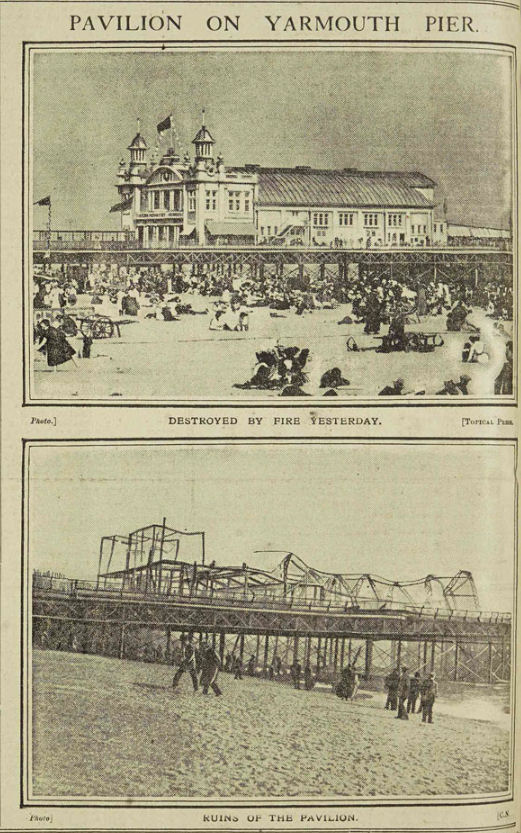
Pavilion am Britannia Pier in Great Yarmouth vor und nach Tunks Brandanschlag 1914

Florence Olivia Tunks (* 19. Juli 1891 in Newport, Monmouthshire; 22. Februar 1985 in Eastbourne, East Sussex) war eine britische Suffragette.

## Leben
Florence Tunks war die älteste von vier Töchtern des Ingenieurs Gilbert Samuel Tunks (1863–1933) und von Elizabeth „Bessie“ Ann, geborene Hall (1866–1947). Mindestens von 1894 bis 1911 lebte die Familie in Cardiff in Wales, wo Gilbert Tunks ein Unternehmen für Maschinenbau, Elektrotechnik und Ofenbau betrieb, das unter dem Namen Tunks and Co firmierte. In der Volkszählung von 1911 wird Florence Tunks in Cardiff als Buchhalterin aufgeführt, In den 1910er Jahren wohnte sie mit ihren Eltern und drei Schwestern in Highgate.
Spät in der Kampagne trat Tunks der Women’s Social and Political Union bei und wurde zu einer militanten Suffragette. 1914 steckte Tunks zusammen mit ihrer Mitstreiterin Evaline Hilda Burkitt zwei Weizenstapel auf der Bucklesham Farm im Wert von 340 Pfund, den Pavillon am Britannia Pier in Great Yarmouth und das Bath Hotel in Felixstowe in Brand, wobei letzteres einen Schaden von 36.000 Pfund erlitt. Weder im Pavillon noch im Hotel befanden sich zum Zeitpunkt des Anschlags Menschen. Die beiden Frauen wurden inhaftiert und weigerten sich, vor Gericht Fragen zu beantworten, und saßen während des gesamten Verfahrens mit dem Rücken zu den Richtern auf einem Tisch und unterhielten sich. Am 29. Mai 1914 wurde Tunks zu einer neun-monatigen Haftstrafe im Holloway Prison verurteilt, Burkitt zu zwei Jahren. Die Frauen traten in den Hungerstreik und wurden zwangsernährt. Mary Richardson war mit Tunks im Gefängnis und schrieb einen Brief über sie, der in The Suffragette erschien: „[In] Rufweite, sitzt Hilda Burkitt, die jetzt sehr schwach ist. Sie hat a stone [mehr als 6 kg] abgenommen. Bei jeder Fütterung wird ihr schlecht. Seit über zwei Wochen wird sie viermal am Tag gefüttert, um neun, zwölf, vier und acht Uhr. Neben ihr steht Florence Tunks. […] zwei Zähne sind ihr gebrochen, sie ist allgemein erschöpft und kann nicht länger als ein paar Minuten ohne Schwindelgefühl stehen.“
Florence Tunks absolvierte zwischen 1915 und 1918 eine Ausbildung zur Krankenschwester am Derbyshire Royal Infirmary in Derby und wurde 1923 in London als Krankenschwester ausgebildet. Im Jahr 1946 wird sie im Krankenpflegerregister als mit ihrer verwitweten Mutter im Haus der Familie in Bisham Gardens in Highgate lebend aufgeführt. Ihre Eltern sind gemeinsam auf dem Highgate Cemetery begraben. Sie heiratete nie und starb im Alter von 93 Jahren im Glindon Nursing Home in Eastbourne, East Sussex.
Im Jahr 2014 enthüllte die Felixstowe Society eine Blue Plaque, die an den Brandanschlag auf das Bath Hotel vor hundert Jahren, im Jahr 1914 erinnert.